# 哈特雷二號彗星
哈特雷二號彗星，正式名称为103P/Hartley，是一颗周期为6.46年的短周期彗星 ，1986年由马尔科姆·哈特雷在澳大利亚赛丁泉天文台的施密特望远镜单元发现。 它的直径约为1.2 到1.6 km。2010年11月4日，它被深度撞击号宇宙飞船所飞掠过，它们之间的最近距离不到700km。 这是EPOXI任务的一个组成部分。

## 特性
斯皮策太空望远镜在2008年8月份观测到的彗核半径为0.57 ± 0.08 km ，反射率为0.028. 彗星的质量约为3×1011 kg. 除非发生解体或彗核分裂，以它目前的质量损耗速度，哈特雷2号彗星仍会有百余次（约700年）的回归。

## 2010年的回归

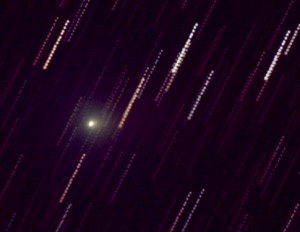
4英寸望远镜所看到的哈特雷二号彗星，2010年10月6日

2010年10月20日，哈特雷二号彗星距离地球约0.12 AU。 8天之后的2010年10月28日，它将到达拱点（距离太阳最近）。  在此期间，它的视星等将达到5等， 位于御夫座疏散星团附近。有经验的观测者在晴朗黑暗的夜空可以勉强可以用肉眼看见，而用双筒望远镜较容易观测。
在10月1日，彗星邻近仙后座的NGC 281所在的位置。10月7日新月时，彗星预计位于英仙座双星团附近，10月14日位于英仙座的疏散星团NGC 1528附近。10月底，由于没有月光的影响，彗星变得可见。

## 深度撞击号飞掠

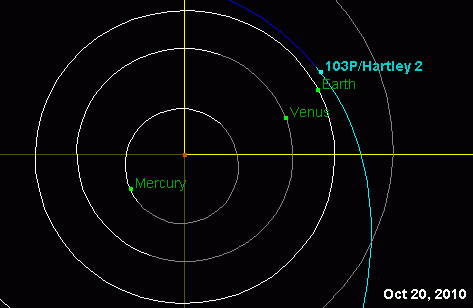
哈特雷二号彗星在2010年10月20日距离地球约0.12AU。

美国国家航空航天局使用先前拍摄过坦普尔1号彗星的深度撞击号宇宙飞船来研究哈特雷二号彗星。原先的计划本来是飞掠Boethin彗星的。但是天文学家发现Boethin彗星过于暗淡难于观测，其计算轨道不足以精确到使飞船飞掠它。所以NASA决定改作飞掠哈特雷二号彗星。

## 未来

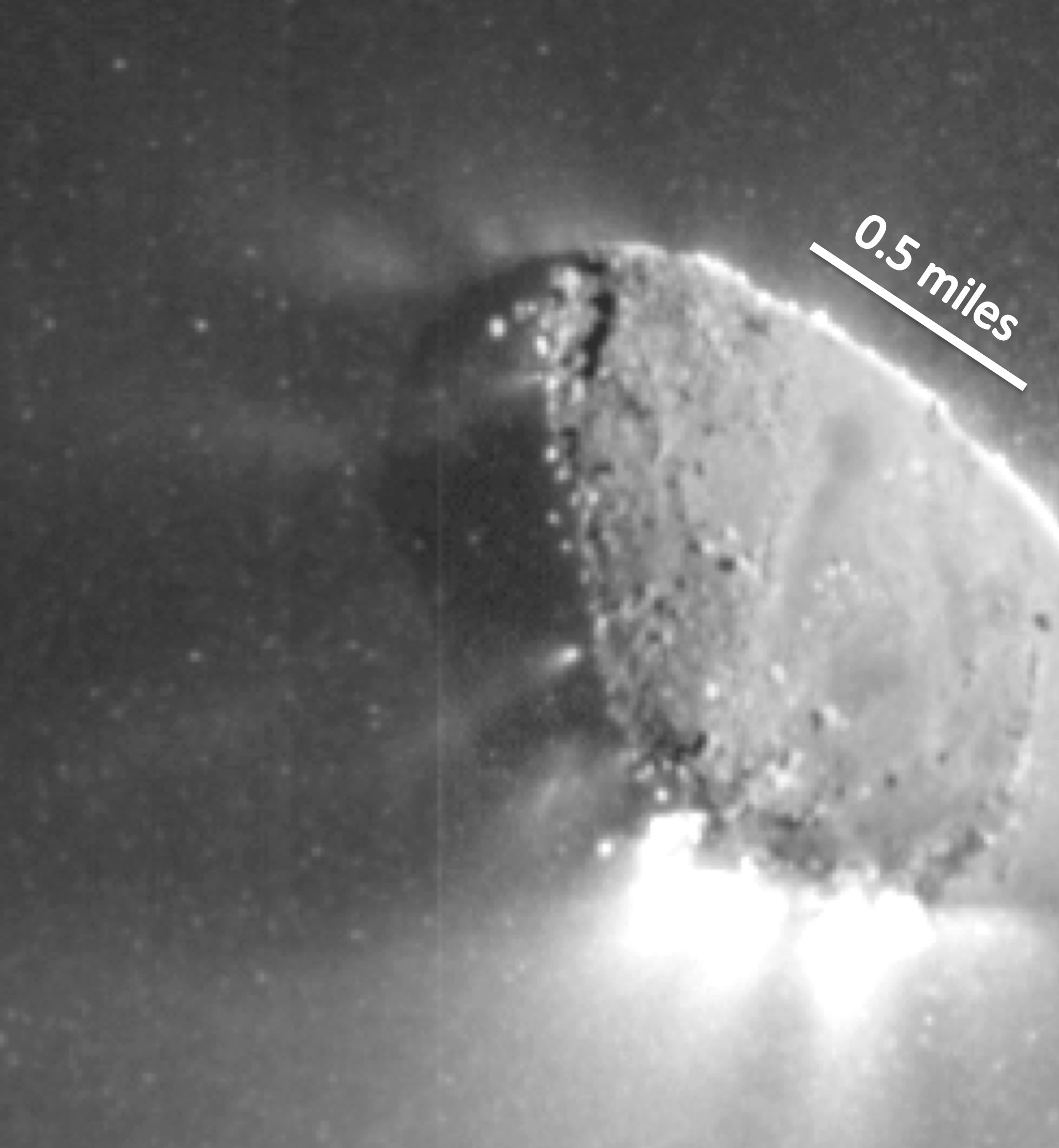
2010年11月EPOXI拍摄的图像，彗星在向外喷射物质

在2010年彗星通过近日点过后，不计入非引力的影响，哈特雷二号彗星将在2017年4月20日前后回归。
哈特雷二號彗星正在缓慢蒸发，预计在1000年内可能会完全消失。